# Йегнонг, Максим
Максим Йегнонг Нджиеё (англ. Maxime Yegnong Njieyo; род. 13 января 1994, Камерун) — камерунский боксёр-профессионал, выступающий в супертяжёлой весовой категории. Член национальной сборной Камеруна (2020-х годах), участник Олимпийских игр 2020 года, победитель и призёр международных и национальных турниров в любителях.

## Биография
Родился 13 января 1994 года в Камеруне.
По профессии он механик, и он часто сильно бьёт по металлу, и ремонтирует тяжёлые моторы, что укрепляет его руки и помогает ему быть сильным в боксёрском ринге.

## Любительская карьера
Проходил подготовку в местном боксёрском клубе, в Яунде.

### Олимпийские игры 2020 года
В феврале 2020 года в Дакаре (Сенегал) занял 1-е место на квалификационном турнире от Африки и получил лицензию для выступления на Олимпийских играх 2020 года. Во время борьбы на квалификационном турнире: в четвертьфинале по очкам победил опытного египтянина Юсри Хафеза, в полуфинале по очкам победил марокканца Ахмеда Боуроуса, и в финале по очкам победил опытного алжирца Шуайба Булудината.
И в июле 2021 года стал участником Олимпийских игр в Токио, где в 1/8 финала соревнований по очкам проиграл россиянину Ивану Верясову.

### Чемпионат мира 2021 года
В конце октября 2021 года в Белграде (Сербия), участвовал в чемпионате мира, в категории свыше 92 кг. Где в 1/16 финала, в конкурентном бою, проиграл по очкам раздельным решением судей (счёт: 2:3) сербу Владану Бабичу.

### Игры Содружества 2022 года
В начале августа 2022 года участвовал в Играх Содружества в Бирмингеме (Великобритания), но в 1/8 финала по очкам единогласным решением судей проиграл опытному индийскому боксёру Сагару Ахлавату.

## Профессиональная карьера в боксе
6 февраля 2021 года в Яунде (Камерун) провёл дебютный бой на профессиональном ринге, победив нокаутом в 3-м раунде соотечественника Бодуэна Шамфора Уембе (дебют).

## Статистика профессиональных боёв в боксе
В таблице перечислены результаты всех поединков боксёров.
В каждой строке указан результат поединка. Дополнительно номер поединка обозначен цветом, который обозначает итог поединка. Расшифровка обозначений и цветов представлена в нижеследующей таблице.
| Пример | Расшифровка                     |
| ------ | ------------------------------- |
|        | Победа                          |
|        | Ничья                           |
|        | Поражение                       |
|        | Планируемый поединок            |
|        | Поединок признан несостоявшимся |
| КО     | Нокаут                          |
| ТКО    | Технический нокаут              |
| PTS    | Решение судей (по очкам)        |
| UD     | Единогласное решение судей      |
| MD     | Решение большинства судей       |
| SD     | Раздельное решение судей        |
| RTD    | Отказ от продолжения боя        |
| DQ     | Дисквалификация                 |
| NC     | Поединок признан несостоявшимся |

| 1 поединок, 1 победа (1 нокаутом). | 1 поединок, 1 победа (1 нокаутом). | 1 поединок, 1 победа (1 нокаутом). | 1 поединок, 1 победа (1 нокаутом). | 1 поединок, 1 победа (1 нокаутом). | 1 поединок, 1 победа (1 нокаутом). | 1 поединок, 1 победа (1 нокаутом). |
| Бой                                | Рекорд                             | Дата боя                           | Соперник                           | Место проведения боя               | Раундов, время                     | Дополнительно                      |
| ---------------------------------- | ---------------------------------- | ---------------------------------- | ---------------------------------- | ---------------------------------- | ---------------------------------- | ---------------------------------- |
| 1                                  | 1-0                                | 6 февраля 2021                     | Бодуэн Шамфор Уембе (дебют)        | INJS Gymnasium, Яунде, Камерун     | KO 3 (6), 2:30                     | Профессиональный дебют.            |